# Kalcerrytus carvalhoi
Kalcerrytus carvalhoi är en spindelart som först beskrevs av Bauab Vianna, Soares 1978.  Kalcerrytus carvalhoi ingår i släktet Kalcerrytus och familjen hoppspindlar. Inga underarter finns listade i Catalogue of Life.